# Mercedes-Benz W105
Mercedes-Benz 219 är en personbil, tillverkad av den tyska biltillverkaren Mercedes-Benz mellan mars 1956 och juli 1959.
Typ 219 introducerades i samband med att 220a uppgraderades till 220S 1956. Bilen hade 220a:s svagare motor och en egen kaross, en hybrid med 220:s front och 190:s akter. En bil för den tvehågsne. Modellnamnet 219 var precist valt, men inte lyckat försäljningsmässigt.
Produktionen uppgick till 27 845 exemplar.
Motor:
| Modell | Motor                       | Cylindervolym | Effekt   | Bränslesystem   |
| ------ | --------------------------- | ------------- | -------- | --------------- |
| 219    | M180 II: 6-cyl radmotor ohc | 2195 cm³      | 85-90 hk | Solex-förgasare |